# 'N' Dey Say
'N' Dey Say è un brano musicale del rapper statunitense Nelly, pubblicato come terzo ed ultimo singolo estratto dall'album Suit il 23 maggio 2005. Il brano è basato su un campionamento di True degli Spandau Ballet.

## Tracce
CD promo Universal NDEYSAYCDP1
1. 'N Dey Say (Radio Edit) - 3:34

Vinile promo Universal WMCST 40414
1. 'N Dey Say (Radio Edit) - 3:34
2. In My Life - 3:39

CD Maxi Universal 6024 9882519 (UMG) / EAN 0602498825198
1. 'N Dey Say (Radio Edit) - 3:34
2. 'N Dey Say (Shake Ya Cookie Remix) - 3:31
3. 'N Dey Say (Craig Groove Remix) - 3:54
4. Another One - 4:39

## Classifiche
| Classifica (2005)                | Posizione più alta |
| -------------------------------- | ------------------ |
| U.S. Billboard Hot 100           | 64                 |
| U.S. Billboard Top 40 Mainstream | 21                 |
| U.S. Billboard Top 40 Tracks     | 37                 |
| U.S. Billboard Rhythmic Top 40   | 34                 |
| Official Singles Chart           | 6                  |
| Svizzera                         | 23                 |
| Austria                          | 41                 |
| Paesi Bassi                      | 80                 |
| Belgio (Fiandre)                 | 3                  |
| Belgio (Vallonia)                | 8                  |
| Finlandia                        | 12                 |
| Australia                        | 20                 |
| Nuova Zelanda                    | 17                 |